# Conus brunneofilaris
Espèce
Statut de conservation UICN

 LC  : Préoccupation mineure
Conus brunneofilaris est une espèce de mollusques gastéropodes marins de la famille des Conidae.
Comme toutes les espèces du genre Conus, ces escargots sont prédateurs et venimeux. Ils sont capables de « piquer » les humains et doivent donc être manipulés avec précaution, voire pas du tout.

## Distribution
Cette espèce est présente dans la mer des Caraïbes au large du Panama.

### Niveau de risque d’extinction de l’espèce
Selon l'analyse de l'UICN réalisée en 2011 pour la définition du niveau de risque d'extinction, cette espèce est endémique au Panama et se trouve de Bocas del Toro sur la côte nord-ouest (Caraïbes) à l'est des îles San Blas Il n'y a pas de menaces connues. Cette espèce est classée dans la catégorie " préoccupation mineure ".

## Taxonomie

### Publication originale
L'espèce Conus brunneofilaris a été décrite pour la première fois en 1990 par le malacologiste américain Edward James Petuch (d) dans la publication intitulée « The Nautilus »,.

### Synonymes
- Conus (Dauciconus) brunneofilaris Petuch, 1990 · appellation alternative
- Gradiconus brunneofilaris (Petuch, 1990) · non accepté

## Identifiants taxonomiques
Chaque taxon catalogué par les bases de données biologiques et taxonomiques possède un identifiant qui permet d'établir un point de référence. Les identifiants de Conus brunneofilaris dans les principales bases sont les suivants :
CoL : XX3B - GBIF : 6509715 - iNaturalist : 431887 - IRMNG : 11703973 - TAXREF : 150738 - UICN : 192471 - WoRMS : 426422